# Zadębie (powiat lubelski)
Zadębie – wieś w Polsce położona w województwie lubelskim, w powiecie lubelskim, w gminie Bychawa.
W latach 1958–1972 w granicach Bychawy. 1 stycznia 1958 wieś Zadębie stała się częścią Bychawy, w związku z przekształceniem gromady Bychawa (do której Zadębie przynależało od 1954 roku) w miasto. 1 stycznia 1973 część Zadębia (197 ha) wyłączono z Bychawy, tworząc w ten sposób obecną wieś Zadębie.
W latach 1975–1998 miejscowość należała administracyjnie do województwa lubelskiego.
Wieś stanowi sołectwo gminy Bychawa. Według Narodowego Spisu Powszechnego z roku 2011 wieś liczyła 36 mieszkańców.
Wierni Kościoła rzymskokatolickiego należą do parafii św. Jana Chrzciciela i św. Franciszka z Asyżu w Bychawie.